# Francisco Morazán
José Francisco Morazán Quezada, född den 3 oktober 1792 i Tegucigalpa i Honduras, död den 15 september 1842 i San José i Costa Rica, var en centralamerikansk statsman.  Han var Honduras statschef 27 november 1827 till 7 mars 1829 och 2 december 1829 till 28 juli 1830, Centralamerikanska federationens president  13 april 1829 till 25 juni 1829, 16 september 1830 till 16 september 1834 och 14 februari 1835 till 1 januari 1839, och slutligen Costa Ricas statschef 12 april 1842 till 15 september 1842.
Morazán började sin politiska bana 1821, då han som generalsekreterare deltog i att organisera den nya republiken Honduras och blev medlem av dess folkrepresentation. Han uppträdde strax därefter som ledare för ett demokratiskt federalistiskt parti, blev 1827 Honduras statschef, intog april 1829 Guatemala och var därefter president för Centralamerikanska federationen under huvuddelen av tiden till 1839, och 1840 upplöstes federationen. De mest uppmärksammade händelserna under hans styre var att de katolska munkarna kastades ut, att klostergodsens konfiskerades och att uppror i El Salvador och Guatemala slogs ner.
År 1840 gick Morazán i landsflykt till Peru, samlade där en liten invasionsstyrka och tillkämpade sig 1842 presidentposten i Costa Rica. Hans försök att återupprätta Centralamerikanska federationen orsakade ett uppror som ledde till att han fängslades och avrättades.